# Jessie Mann

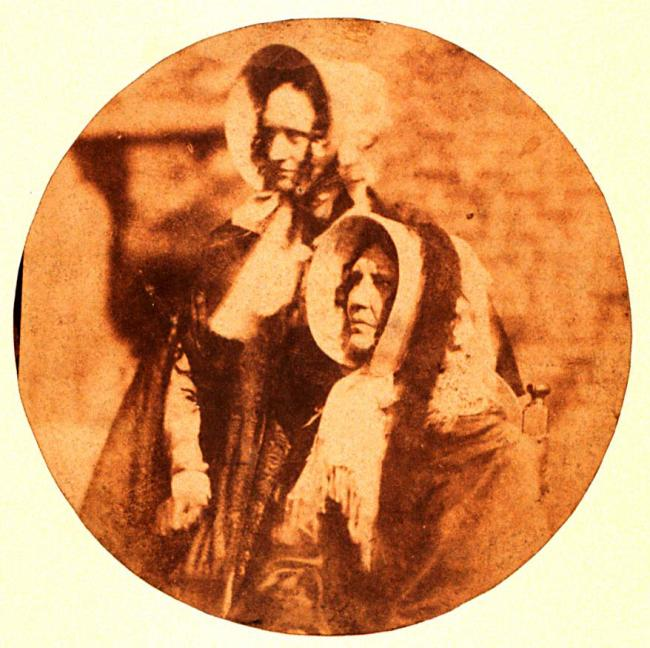
Two Women in Bonnets, 1844

Jessie Mann (20. ledna 1805 – 21. dubna 1867) byla studiovou asistentkou průkopnických skotských fotografů Davida Octavia Hilla a Roberta Adamsona. Je „silnou kandidátkou na první skotskou fotografku“ a jednou z prvních žen, které se zabývaly fotografií.

## Životopis
Jessie Mann se narodila 20. ledna 1805 v Perthu ve Skotsku jako dcera malíře pokojů. Vyrůstala se svými čtyřmi sestrami a jedním bratrem. Když její otec v roce 1839 zemřel, přestěhovala se do Edinburghu se svými dvěma neprovdanými sestrami Elizabethou a Margaret, aby žily se svým bratrem právníkem Alexandrem.
Jessie Mann pracovala ve studiu Hill & Adamson, prvním skotském fotografickém studiu v „Rock House“, v Calton Hill v Edinburghu po dobu nejméně tří let, dokud se po Adamsonově smrti v roce 1848 ateliér nezavřel. Poté se stala školní hospodyní v Musselburghu.
Vrátila se do Edinburghu, kde 21. dubna 1867 zemřela na mrtvici. Je pohřbena na hřbitově Rosebank.
Je odůvodněné, že vytištěná fotografie ve sbírce skotské národní galerii portrétů krále Saska pořízená ve studiu v roce 1844, zatímco Hill a Adamson nebyli k dispozici, pořídila Mann. Bylo známo, že portrét pořídila asistentka Hilla a Adamsona. Kurátorka Tate Gallery Carol Jacobi říká, že to dokazuje, že „musela být součástí jejího odborného porozumění to, jak fotografii pořídit, takže je skutečnou průkopnicí.“
Dopis malíře Jamese Naysmitha Hillovi, napsaný v roce 1845, chválí Mannovou jako „tu nejšikovnější a nejhorlivější z asistentů“.
Jessie Mann byla zařazena na výstavu Tate Britain v roce 2016, Painting with Light: Art and Photography from the Pre-Raphaelites to the Modern Age.